# 滋賀電車内駅構内連続強姦事件
滋賀電車内駅構内連続強姦事件（しがでんしゃないえきこうないれんぞくごうかんじけん）は、2006年（平成18年）8月と12月に、滋賀県を走る列車内、及び同県の鉄道駅構内で3名の女性が強姦された事件である。

## 概要
1. 2006年8月3日午後9時20分頃、滋賀県湖南市石部南（当初の報道では大津市坂本）の男性解体工（逮捕時35歳）が、西日本旅客鉄道（JR西日本）北陸本線（現・ハピラインふくい）福井駅を出発した直後の富山駅発大阪駅行き特急「サンダーバード」車内で、大阪市内の女性会社員（当時21歳）の隣に座り「俺はヤクザだ」「逃げると殺す」などと脅し下半身を触るなどしたうえ、午後10時半頃から約30分間にわたりトイレに連れ込み強姦した（新大阪駅で下車した女性から被害届を受けた大阪府警が、2007年4月21日に逮捕した）。
2. 2006年12月21日（2件発生）
  1. 午後10時半頃、JR西日本湖西線堅田駅発京都駅行き普通電車の乗客のいない先頭車両で、大津市の女性パート店員（当時27歳）を脅し強姦した（滋賀県警が2007年2月13日に逮捕）。
  2. その直後、京都駅で反対方向の電車に乗り換え、午後11時20分頃雄琴駅（現・おごと温泉駅）で下車、女子大生（当時20歳）を脅し駅構内の男子トイレに連れ込み強姦した（滋賀県警が2007年1月17日逮捕）。

12月の事件で逮捕されたことがきっかけで、8月の事件に関与していたことが明らかになった。
なお、加害者の男は前科9犯であり、以下のとおり合計6回服役している。
1. 1991年6月には、傷害と公務執行妨害により懲役1年、3年間執行猶予保護観察付（その後執行猶予取消）
2. 1992年11月には、暴行、脅迫、傷害、住居侵入、恐喝により、懲役1年10月
3. 1996年3月には、覚せい剤取締法違反、毒物及び劇物取締法違反により、懲役1年
4. 1997年11月には、強制猥褻により、懲役1年6月
5. 1999年12月には、強姦、条例違反により、懲役3年6月
6. 2003年9月には、暴行、強制猥褻により、懲役3年

今回の強姦事件は、出所後1か月も経たないうちの事件であった。

## 裁判
2008年1月17日、大津地方裁判所は加害者の男に対し、懲役18年を言い渡した。
当初、検察側は懲役25年の求刑をしていたが、これに対し、弁護側は「16歳の時に起こした交通事故の後遺症で衝動が抑えにくく、犯行に影響した」などとして情状鑑定を請求。しかし、被告は過去に覚せい剤を使用しており、鑑定医は「薬物（覚せい剤）や性格による影響が大きい」とする鑑定結果を出し、地裁が証拠採用した。

## 影響、報道
影響
この事件がきっかけとなって、JR西日本が車内の緊急連絡ボタンの活用を広報したり、特急に女性専用指定席を設けるなどの対策を講じた。なお、女性専用指定席については、この事件より前から四国旅客鉄道（JR四国）が「いしづち」に女性グループの利用を見込んで設置していた（編成短縮により現在は設定なし）。
報道
2007年4月21日の毎日新聞では、サンダーバード車内の事件について「（異変に気付いていた付近の乗客は）「何をジロジロ見ているんだ」などと怒鳴られ、車掌に通報もできなかったという」と報じられ、その後、「見て見ぬふりを決め込むな」（毎日新聞社説）、「信じられない卑劣さ。日本人のモラルは地に堕ちたのではないか」というような報道が起こった。